# The Swingin'est
The Swingin'est è un album di Gene Ammons e Bennie Green, pubblicato dalla Vee-Jay Records nel 1958. I brani furono registrati il 12 novembre 1958 al Bell Sound Studios di New York.

## Tracce
Lato A
1. Juggin' Around – 6:31 (Frank Foster)
2. Going South – 10:44 (Frank Foster)

Lato B
1. Jim Dog – 7:05 (Gene Ammons)
2. Sermonette – 4:19 (Cannonball Adderley, Jon Hendricks)
3. Little Ditty – 4:01 (Frank Wess)

Edizione CD del 2002, pubblicato dalla Collectables Jazz Classics Records
1. Juggin' Around – 6:31 (Frank Foster)
2. Going South – 10:44 (Frank Foster)
3. Jim Dog – 7:05 (Gene Ammons)
4. Sermonette – 4:19 (Cannonball Adderley, Jon Hendricks)
5. A Little Ditty – 4:01 (Frank Foster)
6. Swingin' for Benny – 12:10 (Bennie Green) – Bonus Track
7. Juggin' Around – 6:47 (Frank Foster) – Bonus Track - Alternate Take 1
8. Jim Dog – 7:31 (Gene Ammons) – Bonus Track - Alternate Take 1
9. Sermonette – 4:18 (Cannonball Adderley, Bennie Green) – Bonus Track - Alternate Take 7

## Musicisti
- Gene Ammons - sassofono tenore
- Bennie Green - trombone
- Nat Adderley - cornetta
- Frank Foster - sassofono tenore
- Frank Wess - sassofono tenore, flauto
- Tommy Flanagan - pianoforte
- Eddie Jones - contrabbasso
- Albert Heath - batteria